# Matti Murto
Matti Erkki Olavi Murto (* 9. April 1949 in Helsinki; † 19. August 2013 ebenda) war ein finnischer Eishockeyspieler, der den Großteil seiner aktiven Karriere zwischen 1964 und 1983 beim Helsingfors IFK verbrachte und fünfmal den finnischen Meistertitel gewann.

## Karriere
Matti Murto spielte von 1964 bis 1983 beim Helsingfors IFK – ausgenommen während der Saison 1974/75, wo er beim VEU Feldkirch in Österreich spielte. Der Verein HIFK hat die Nummer 17, mit der er beim HIFK spielte, gesperrt. 1991 wurde er in die Finnischen Hall of Fame aufgenommen.

### International
Mit der finnischen Nationalmannschaft nahm er an den Olympischen Winterspielen 1972 und 1976 
und an den Weltmeisterschaften 1970, 1971, 1972, 1974, 1975 und 1976 teil.

## Erfolge und Auszeichnungen
- 1969 Finnischer Meister mit dem Helsingfors IFK
- 1970 Finnischer Meister mit dem Helsingfors IFK
- 1974 Finnischer Meister mit dem Helsingfors IFK
- 1980 Finnischer Meister mit dem Helsingfors IFK
- 1983 Finnischer Meister mit dem Helsingfors IFK
- 1991 Aufnahme in die Finnische Eishockey-Ruhmeshalle (#77)